# Golgota (obraz Jana Styki)

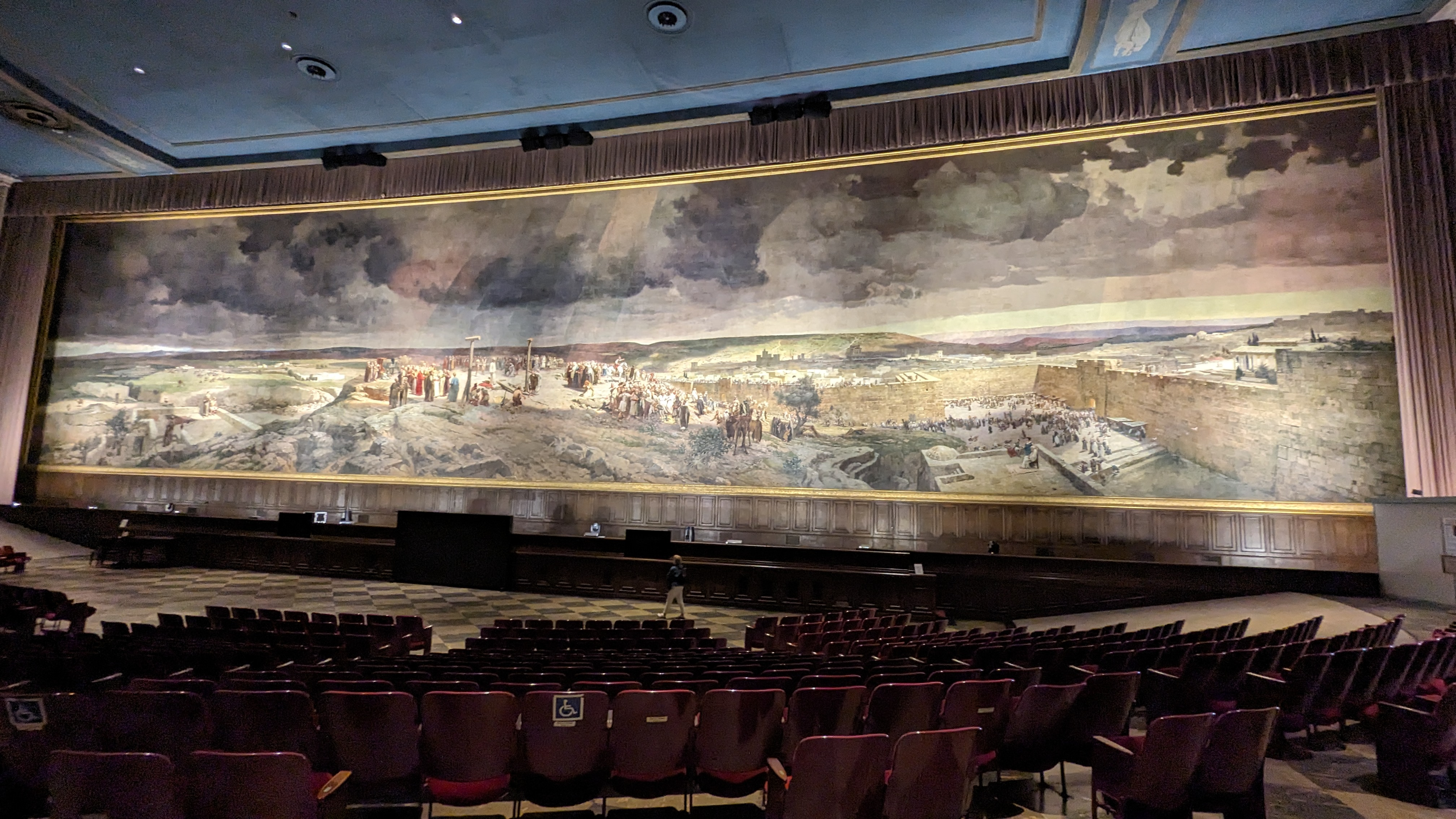
Obraz Jana Styki w Forest Lawn Memorial Park (Glendale)

Golgota, Ukrzyżowanie (ang. Crucifixion) – panorama malarska Jana Styki o wymiarach 60 × 15 m, uznawana za największy obraz o tematyce religijnej na świecie. Obecnie obraz eksponowany jest w Forest Lawn Memorial Park w Glendale w Kalifornii.

## Historia
Obraz namalowany został przez Jana Stykę wspólnie z Janem Stanisławskim, Tadeuszem Popielem i Zygmuntem Rozwadowskim za namową pianisty Ignacego Paderewskiego. Styka specjalnie w celu przygotowania szkiców pojechał na pielgrzymkę do Ziemi Świętej. Panorama została ukończona 8 lipca 1896 roku. Po raz pierwszy pokazano ją we Lwowie podczas wielkiego Zjazdu Katolickiego w 1896 roku. Zobaczyło ją wtedy ponad 50 000 osób. W styczniu następnego roku obraz wystawiono w Warszawie. W tym celu przy ulicy Karowej 18 własnym kosztem Ignacy Paderewski wybudował specjalny budynek wystawienniczy w stylu wczesnego renesansu florenckiego zaprojektowany przez Karola Kozłowskiego. Później w budynku funkcjonował tzw. Teatr Artystów (obecnie nie istnieje). W 1898 roku obraz był pokazywany także w Moskwie, a potem w Kijowie.

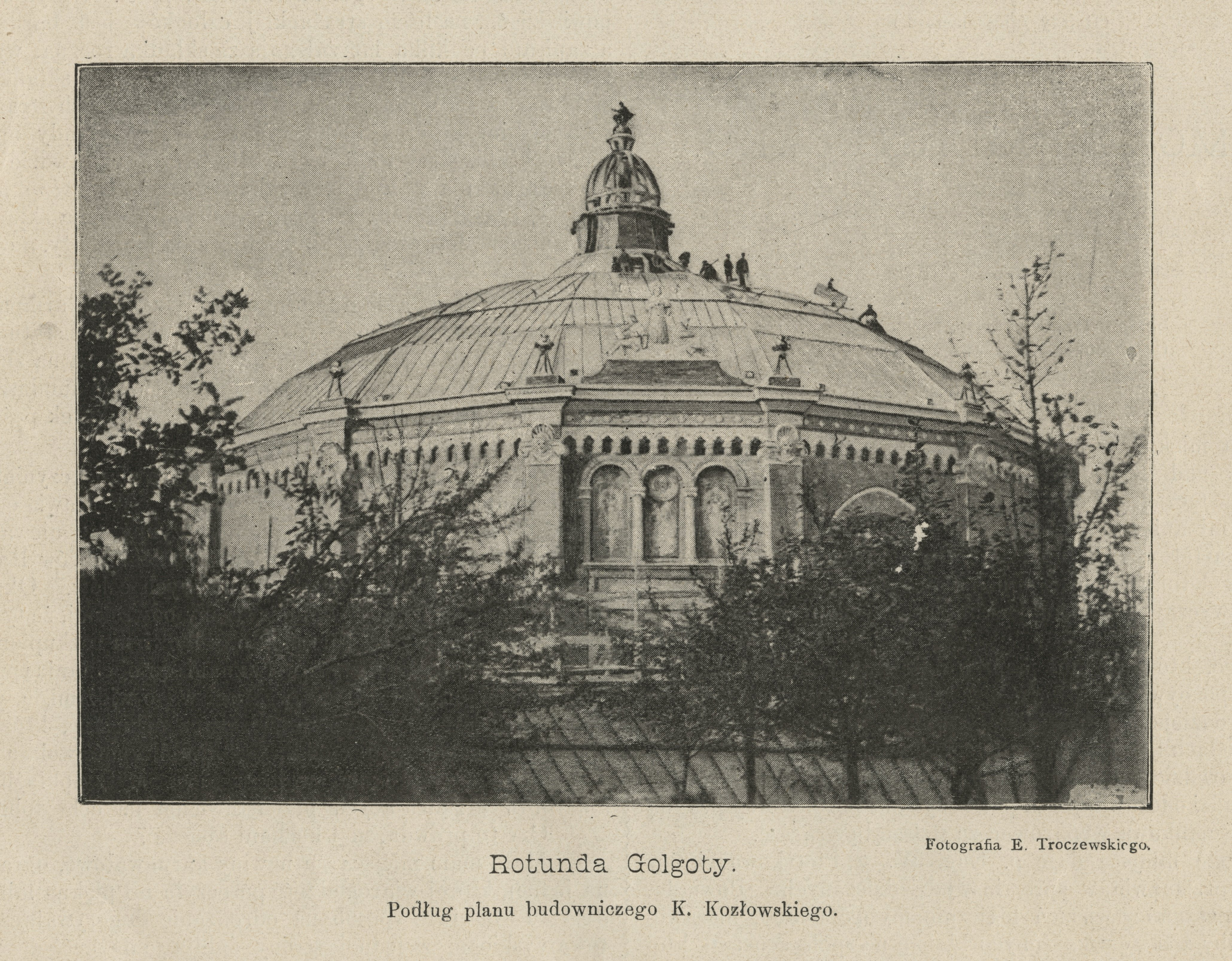
Zaprojektowany przez Karola Kozłowskiego budynek rotundy, w którym prezentowano obraz w Warszawie przy ulicy Karowej na tyłach hotelu Bristol

W 1904 roku Golgotę wraz z kilkudziesięcioma obrazami Styki przewieziono do Stanów Zjednoczonych na wystawę światową w St. Louis. Ostatecznie jednak prezentacja nie doszła do skutku z powodu braku odpowiedniego miejsca oraz finansowych trudności malarza. Agent organizujący tournée panoramy po USA okazał się oszustem i Golgotę sprzedano na licytacji. Później obraz leżał zapomniany w jednym z magazynów w Chicago. W 1944 roku obraz zakupił dr Hubert Eaton, znawca sztuki oraz milioner, który wybudował za ponad milion dolarów w Glendale specjalny pawilon wystawowy do prezentacji obrazu. Panorama jednak była zniszczona i przed udostępnieniem dzieła poddana została renowacji, przeprowadzonej m.in. przez syna Jana Styki, Adama.

## Obecna ekspozycja
Od 1951 roku obraz jest eksponowany w specjalnie zbudowanym budynku znajdującym się w Forest Lawn Memorial Park w Glendale. Multimedialna prezentacja panoramy odbywa się w połączeniu ze słowno-muzyczno-świetlnym seansem, podczas którego komentator objaśnia znaczenie obrazu. Prezentowany jest także znacznie mniejszy obraz (21 × 16 m) namalowany przez amerykańskiego malarza Roberta Clarka pt. Zmartwychwstanie. Obraz obejrzały miliony zwiedzających z całego świata. Pośród nich w 1976 roku także kardynał Karol Wojtyła, który po obejrzeniu Golgoty, wpisał do księgi pamiątkowej następujące słowa:
Pod wielkim wrażeniem dzieła mojego Rodaka, Jana Styki, polecam Bogu wszystkich, dla których krzyż Chrystusa jest nadzieją zmartwychwstania i życia.